# Suveræn stat
 For alternative betydninger, se Stat (flertydig). (Se også artikler, som begynder med Stat)
 Ikke at forveksle med Nationalstat.
En suveræn stat, også kaldet selvstændig stat, selvstændigt land, uafhængig stat eller eget land, er en stat, en entitet med et defineret territorium der udøver intern og ekstern suverænitet, da man af Montevideo-konventionen har en permanent befolkning, en regering, selvstændighed fra andre stater og magter, samt muligheden til at indgå i relationer med andre suveræne stater. 
Den suveræne stat er ofte underforstået, at en stat, der ikke er afhængig af, eller under forudsætning af, nogen anden magt eller stat.   Mens en suveræn stat i abstrakte termer, kan eksistere uden at blive anerkendt af andre suveræne stater, er det ofte svært for anerkendte stater at udøve fuld traktatdannet magt og engagere sig i diplomatiske relationer til andre suveræne stater.

## Definition
Indtil 1800-tallet spredtes det racistiske begreb for en civilisationsstandard rutinemæssigt for at fastslå, at nogle mennesker i verden var "ubevidste" eller "ucivilicerede" og havde uorganiserede samfund. Den afspejlede og udgjorde den opfattelse, at deres "suverænitet" enten ikke fandtes overhovedet, eller i det mindste, at deres suverænitet var af mindre betydning, når man sammenligner dem med civiliserede mennesker.  Lassa Oppenheim sagde, at "der måske ikke fandtes er nogen forestilling, hvis betydning er mere kontroversiel end suverænitet. Det er en ubestridelig forestilling fra det øjeblik, den blev introduceret i statskundskab til denne dag, aldrig har haft en nogen betydning, som alle var enige om."

Suverænitet har fået en anden betydning i og med, at princippet om selvbestemmelse og forbuddet mod trusler og magtanvendelse har udviklet sig som jus cogens - normer for moderne international ret. FN-pagten, konventionen om staters rettigheder og forpligtelser og regionale internationale organisationers chartre giver udtryk for, at alle stater er juridisk ligeværdige og har de samme rettigheder og forpligtelser baseret på det faktum, at deres eksistens som personer i henhold til international lov.  Nationers ret til at bestemme deres egen politiske status og udøve permanent suverænitet inden for grænserne af deres territoriale jurisdiktioner er anerkendt af de fleste.
Vanligvis anvendes termerne "land", "nation" og "stat", som om de var synonyme, men der er nogle forskelle [kilde mangler]:
- Nation betegner et folk, der er troes eller anses for at dele lige vaner, oprindelse og historie. Fælles sprog og etnicitet er ofte vigtige, men ikke nødvendige faktorer. Adjektiverne national og international bruges dog ofte for at referere til spørgsmål som gælder strengt suveræne stater som i national hovedstad, international lov. Med indflydelse fra styrende magt eller en anden gruppe samt gennem blandede ægteskab, er der historisk set undertiden sket forskydning til andre sprog eller religioner end den oprindelige, hvilket kan have medført en selvidentifikation i flere nationer, f.eks. jøder i Tyskland i 1800-tallet, slovakker og serbere i Ungarn, samt emigranter til USA, til og med nationalisme for en stat, som ikke engang er ens oprindelige. Stater med en befolkning, som har flere sprog, kan også have en nationsopfattelse, f.eks. Schweiz og Canada.

- Stat refererer til den bestand af styrende og støttende institutioner, som har suverænitet over et bestemt territorium og dets befolkning, uanset statsform. Statens forfatning er gyldig for alle, som bor på dets territorium.

Nationalstaten er et begreb, at en national gruppe, især med fælles kultur og fælles sprog eller anden fælles national identitet, skal have suverænitet over det territorium, hvor de af hævd, med historisk begrundelse, er i flertal; folkesuverænitetsprincippet.
- Land refererer til det geografiske territorium, som kontrolleres af en stat eller bebos af en bestemt nation, og grænserne sammenfalder ikke altid. For eksempel er Kurdistan i øjeblikket ikke sin egen stat.

## Anerkendelse
Anerkendelse af stater tyder på en suveræn stats beslutning om at behandle en anden entitet som en suveræn stat. Der findes ingen bindende definition over alle medlemmer af det nationale fællesskab for gældende kriterier til statsdannelse. I faktisk praksis er kriterierne hovedsageligt politiske og ikke lovlige. I folkeretten findes der dog flere teorier om, hvornår en stat bør anerkendes som suveræn. Ikke sjældent nævnes evnen til faktisk at være i stand til at regere over sit territorium. En stat, som tidligere har været anerkendt, mister typisk ikke sin status som stat, selv om den mister sin suverænitet gennem besættelse af en fremmed magt, eller sin organisation, gennem eksempelvis ved borgerkrig. Der kan dog være vanskeligheder angående hvilken entitetens retmæssige internationale repræsentant skal være. De allierede havde relationer med Akse-besatte landes tidligere regeringer i eksil mens Aksemagterne havde det med respektive magthavende aksemagtsvenlige regimer i stedet. Der findes endda stater, som fungerer de facto, men ikke anerkendes de jure i mange lande.
- Se Liste over selvstændige stater og Liste over ikke-anerkendte stater